# Universiteit van de Verenigde Naties

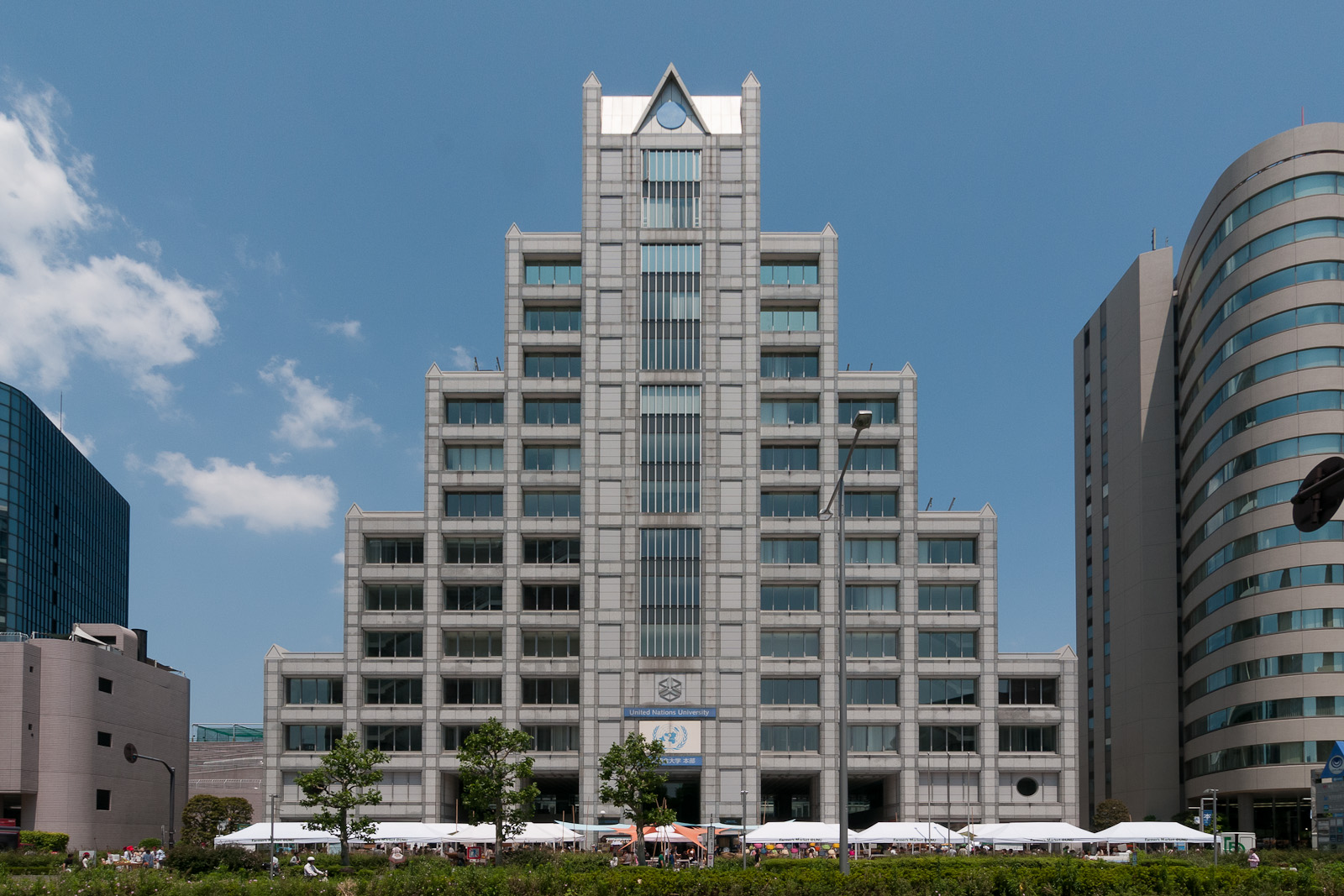
United Nations University in Tokio

De Universiteit van de Verenigde Naties (United Nations University, 国際連合大学, Kokusai Rengō Daigaku) (UNU) is een agentschap van de Verenigde Naties. Ze dient als denktank voor de Verenigde Naties en hun lidstaten. De slogan van de universiteit is "Vooruitstrevende kennis opdoen voor de menselijke veiligheid, vrede en ontwikkeling".
De algemene doelstelling van de Universiteit van de Verenigde Naties bestaat erin een bijdrage te leveren aan duurzame ontwikkeling in de wereld – met andere woorden, ontwikkeling die de huidige generatie van mensen de kans geeft om te leven op een aanvaardbare manier, in veiligheid, in goede gezondheid en in vrede, zonder deze mogelijkheden voor toekomstige generaties in het gedrang te brengen. Bovendien handhaaft de Universiteit een interdisciplinaire en probleemoplossende aanpak, die niet enkel de natuurwetenschappelijke disciplines omvat, maar ook aandacht schenkt aan de inzichten uit de sociale en de menswetenschappen.
De Universiteit van de Verenigde Naties biedt educatieve kansen aan onderzoekers, voornamelijk op het bachelor- en masterniveau, door een uitgebreid aanbod van beurzen. Via een mondiaal network van instituten, kunnen onderzoekers of doctoraatsstudenten Ph.D. van andere universiteiten en in het bijzonder uit ontwikkelingslanden, onderzoek doen. Aan het hoofd van UNU staat de rector en deze resideert in Tokio, Japan. De universiteit ontvangt geen financiering uit het reguliere budget van de Verenigde Naties, dat bestaat uit vrijwillige bijdragen van de lidstaten en ongeveer US$350 miljoen bedraagt. Het budget van de Universiteit is ongeveer US$37 miljoen per jaar. 
De UNU verricht onderzoek en biedt educatieve programma’s aan ter ondersteuning van de werking van de VN. De Universiteit functioneert door middel van een wereldwijd netwerk van instituten en programma’s die gecoördineerd worden door het UNU-Centrum in Tokio.
Omwille van de beperkingen op het vlak van personeel en financiële middelen, richt de Universiteit van de VN zich voornamelijk op die gebieden waar ze de mogelijkheid heeft om een toegevoegde waarde te creëren.
Belangrijke criteria die de onderzoeks- en onderwijsactiviteiten van de Universiteit van de VN definiëren, zijn:
- de toepasbaarheid en de haalbaarheid van de probleemgerichte en oplossinggeoriënteerde aanpak;
- de relevantie van het onderwerp met betrekking tot het werk en de belangen van de Verenigde Naties en/of de uitdagingen waarmee ontwikkelingslanden geconfronteerd worden;
- de mate waarin de aard, de impact en de urgentie van het probleem een globale omvang hebben;
- de mogelijkheid om praktische en haalbare oplossingen en beleidsvoorstellen aan te reiken; en
- de mate waarin andere relevante kwesties en problemen onderling met elkaar verbonden zijn.

De Universiteit van de Verenigde Naties heeft haar eigen uitgeverij  UNU Press die een aantal boeken per jaar uitbrengt. Het onderzoek in de hoofdkantoren van Tokio wordt uitgevoerd door  UNU Institute for Sustainability and Peace (UNU-ISP) die de vroegere programma’s van 'Vrede en Bestuur' en 'Milieu en Duurzame Ontwikkeling' in 2009 samenvoegde.

## Geschiedenis
De Universiteit van de Verenigde Naties werd opgericht door de Algemene Vergadering van de Verenigde Naties in 1973 als “een internationale gemeenschap van wetenschappers, die zich toeleggen op onderzoek, postuniversitaire opleidingen en kennisverspreiding ter bevordering van de doelen en principes van het Handvest van de Verenigde Naties”. Het doel was om "urgente wereldproblemen rond het voortbestaan, de welvaart en de ontwikkeling van de mens die de Verenigde Naties en haar agentschappen aanbelangen, te onderzoeken".
Het eerste UNU-onderzoeks- en trainingsinstituut werd opgericht in 1984. Dit United Nations University World Institute for Development Economics Research (UNU-WIDER) is gevestigd in Helsinki.
Sinds maart 2013 staat rector David M. Malone aan het hoofd van de Universiteit van de Verenigde Naties.

## Structuur en campussen
- Hoofdkantoren in Tokio en Bonn[1]
- UNU-ONY: UNU Bureau bij de VN in New York
- UNU-OP, bij het hoofdkantoor van UNESCO in Parijs
- UNU-IAS: UNU Institute of Advanced Studies in Yokohama, Japan - Strategische aanpak van duurzame ontwikkeling
- UNU-WIDER: UNU World Institute for Development Economics Research in Helsinki, Finland - ontwikkelingseconomie
- UNU-ISP: UNU Institute for Sustainability and Peace in Tokio, Japan - duurzaamheid, vrede, internationale samenwerking

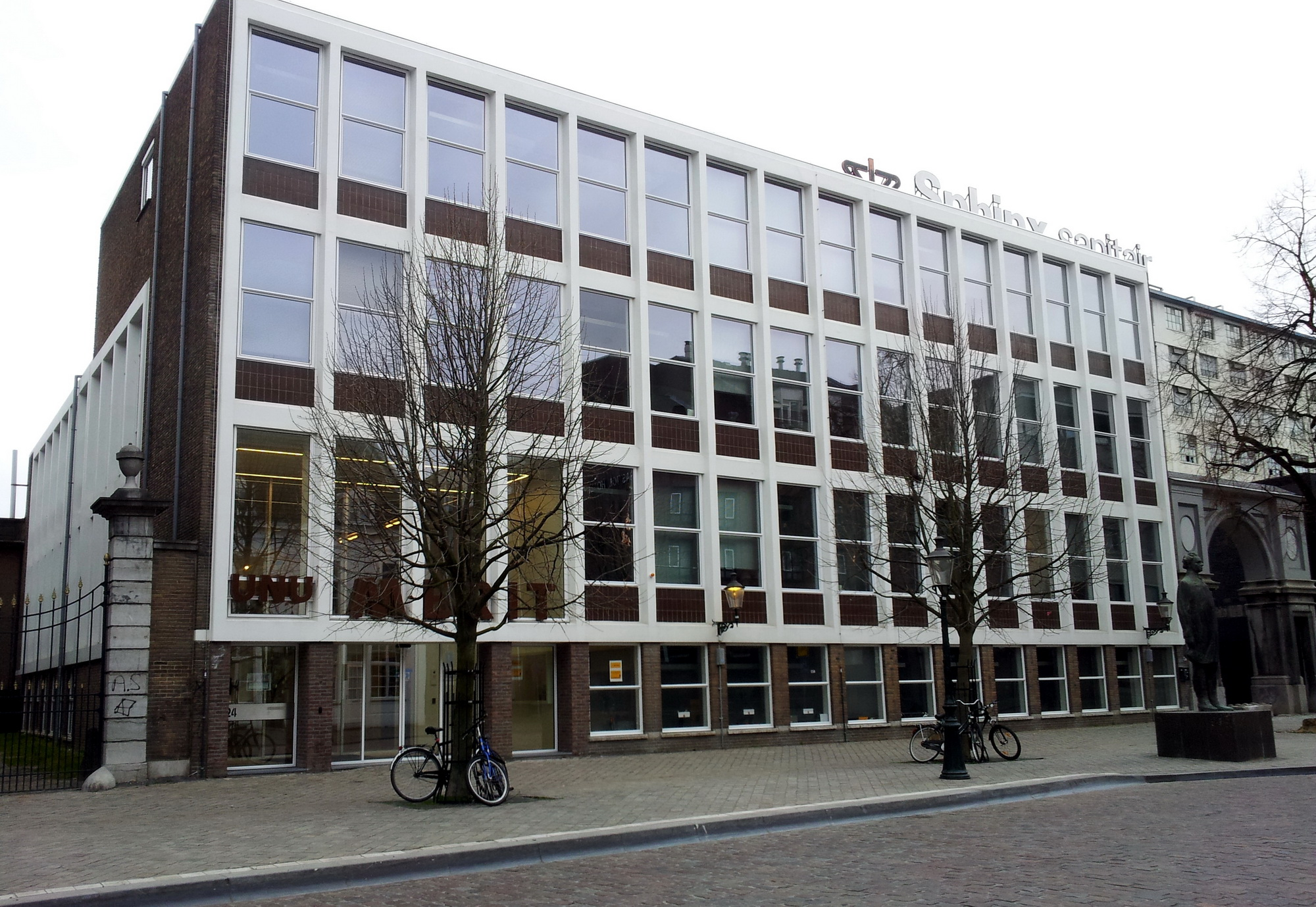
UNU-MERIT in Maastricht

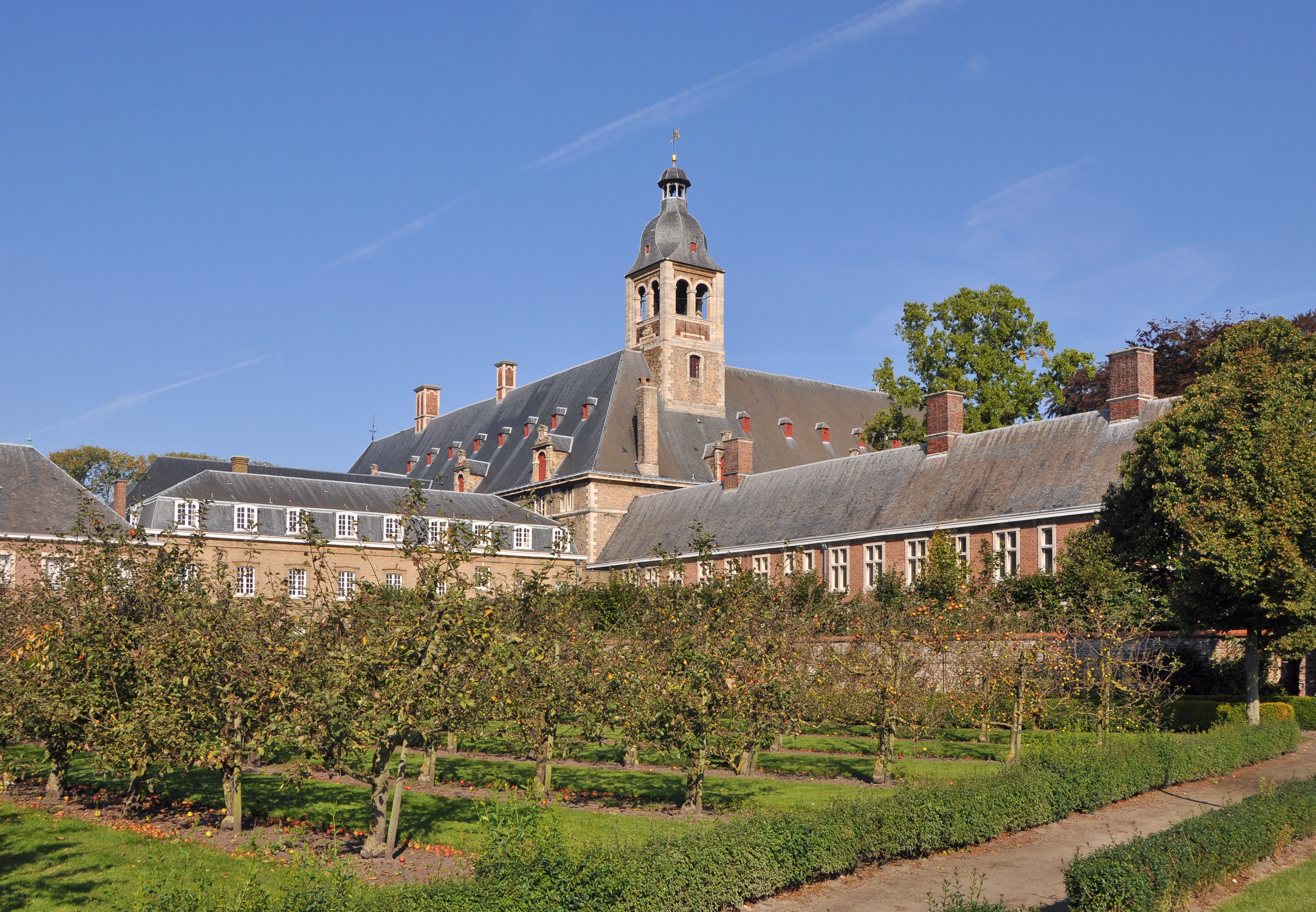
UNU-ICRIS in Brugge

- UNU-MERIT: UNU Maastricht Economic and Social Research Institute on Innovation and Technology in Maastricht, Nederland - socio-economische impact van nieuwe technologie
- UNU-INRA: UNU Institute for Natural Resources in Africa in Accra, Ghana - beheer van de natuurlijke bronnen
- UNU-IIST: International Institute for Software Technology in Macau S.A.R., China - software technologie voor ontwikkeling
- UNU-BIOLAC: UNU Programme for Biotechnology in Latin America and the Caribbean in Planta Baja, Venezuela - biotechnologie en samenleving (gearchiveerd, WordPress hier)
- UNU-INWEH: UNU International Network on Water, Environment and Health in Hamilton, Ontario, Canada - water, milieu and gezondheid
- UNU-ICRIS: United Nations University Institute on Comparative Regional Integration Studies in Brugge, België - regionale integratie en global governance
- UNU-EHS: UNU Institute for Environment and Human Security in Bonn, Duitsland - milieu en veiligheid
- UNU-FNP: UNU Food and Nutrition Programme for Human and Social Development in Ithaca, New York - food and nutrition capacity building
- UNU-LRT: UNU Land Restoration Training Programme in Reykjavik, IJsland - duurzaam landbeheer en restoration of degraded land
- UNU-GTP: UNU Geothermal Training Programme in Reykjavik, IJsland - geothermal research, exploration and development
- UNU-FTP: UNU Fisheries Training Programme in Reykjavik, IJsland - postacademisch onderzoek naar ontwikkeling van visserij fisheries
- UNU-IIGH: UNU International Institute for Global Health, in Kuala Lumpur, Maleisië - wereldwijde gezondheid

Naast de hoofdcampussen, zijn er verschillende "geassocieerde instituten" waarmee de universiteit nauw samenwerkt.